# Beibaixiang
Beibaixiang (kinesiska: 北白象, 北白象镇) är en köping i Kina. Den ligger i provinsen Zhejiang, i den östra delen av landet, omkring 250 kilometer söder om provinshuvudstaden Hangzhou. Antalet invånare är 156 341. Befolkningen består av 74 209 kvinnor och 82 132 män. Barn under 15 år utgör 14,0 %, vuxna 15-64 år 79 %, och äldre över 65 år 5,0 %.
Närmaste större samhälle är Wenzhou, 18,4 km väster om Beibaixiang. 
Genomsnittlig årsnederbörd är 2 185 millimeter. Den regnigaste månaden är juni, med i genomsnitt 294 mm nederbörd, och den torraste är januari, med 75 mm nederbörd.